# Kanonierki rzeczne typu Humaitá
Kanonierki rzeczne typu Humaitá – typ kanonierek rzecznych używanych przez marynarkę wojenną Paragwaju. Zostały wybudowane dwie jednostki tego typu – „Humaitá” i „Paraguay”. Zwodowane w 1930 roku brały udział w wojnie o Chaco transportując żołnierzy na front. Po wojnie uczestniczyły w licznych rebeliach. W latach siedemdziesiątych XX wieku zostały wycofane z czynnej służby w Armada Paraguaya.

## Historia powstania

### Tło
Powodem rozbudowy sił zbrojnych Paragwaju w latach dwudziestych XX wieku był narastający konflikt z Boliwią o tereny Gran Chaco. Boliwijczycy podjęli pierwsze próby wejścia na tereny paragwajskie już w 1887 roku, później zaś wykorzystali paragwajską wojnę domową, która wybuchła 4 grudnia 1904 roku, do dalszych penetracji. Kolejne akcje miały miejsce w lutym 1927 roku. Tym razem zginęli paragwajscy żołnierze, co przekonało prezydenta Eligio Ayalę do unowocześnienia sił zbrojnych. Dekret No 26.603 wprowadzający Plan de Organización Militar został podpisany 21 marca 1927 roku. W ramach organizacji sił zbrojnych zdecydowano się na rozbudowę marynarki wojennej, składającej się wówczas z kanonierki „Adolfo Requelme”, patrolowców „Trinfo” i „Coronel Martínez” oraz czterech motorówek.
Za przygotowanie planu nowych jednostek odpowiedzialny był oficer marynarki José Bozzano. Istotnym założeniem jednostek było małe zanurzenie, co miało pozwolić im na maksymalne wykorzystanie rzek. Ponieważ Boliwia nie dysponowała własną flotą wojenną, przeznaczeniem okrętów miała być walka z przeciwnikami znajdującymi się na lądzie i w powietrzu. W tym celu należało postawić na uzbrojenie, kosztem opancerzenia i mobilności.

### Negocjacje
Zamówienie na dwie kanonierki złożono w Danii. Okręty zostały wybudowane, transakcja opiewająca na 1,5 miliona USD nie doszła jednak do skutku, gdyż nie przeszły one pozytywnie prób. Brak jest informacji o losie odrzuconych kanonierek.
Rząd Paragwaju rozpoczął więc negocjacje z innymi dostawcami. Bozzano wraz z ministrem obrony generałem Scheonim otrzymali do rozpatrzenia trzy oferty. Kontrakty zaproponowane przez Brytyjczyków i Francuzów opiewały na kwotę 1,225 milionów USD, oferta Włochów była zaś o 25 tysięcy USD droższa. Same negocjacje trwały długo i toczyły się w większości za kulisami. Początkowo przewagę mieli Brytyjczycy, później jednak sympatie ministra Scheonima przeszły na stronę Włochów. Francuzom udało się odroczyć podpisanie kontraktu poprzez wyliczanie jego wad, jednak ostatecznie to z włoskimi przedstawicielami podpisano umowę. Stało się to 26 września 1928 roku w Marsylii, na podstawie rządowego dekretu No 31.369.

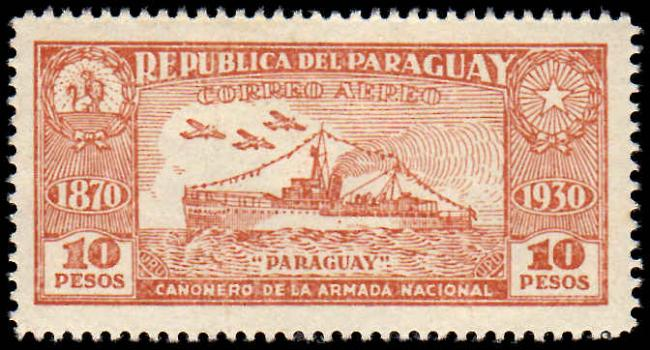
„Paraguay” na znaczku pocztowym

### Budowa
Stępki pod oba okręty postawiono 21 kwietnia 1929 roku. Budowane były pod nazwami „Capitán Cabral” i „Comodoro Meza”. Wodowanie pierwszego miało miejsce 16 kwietnia, zaś drugiego 22 czerwca 1930 roku. Nazwy kanonierek zostały zmienione 30 lipca 1930 roku na odpowiednio „Humaitá” i „Paraguay”.

## Opis konstrukcji

### Kadłub
Obie kanonierki w chwili wybudowania były jednakowe. Masa pustego okrętu wynosiła 621 ton, po wyposażeniu i zaopatrzeniu w 170 ton paliwa wyporność wzrastała do 835 ton. Jednostki mogły zabierać dodatkowo do 215 ton ładunku. Kanonierka miała 71,2 metra długości i 10,5 metra szerokości. Ważnym założeniem konstrukcyjnym było niewielkie zanurzenie kadłuba jednostki, wysokiego na 4,4 metra. Wyposażona jednostka osiągała 180 centymetrów zanurzenia, przy maksymalnym załadunku rosło ono do 213 centymetrów. Śródokręcie okrętu chronione było burtowym pasem o grubości 15 milimetrów, stanowisko dowodzenia posiadało 20, a osłony dział 10 milimetrów pancerza.

### Napęd
Kanonierka napędzana była dwiema turbinami parowymi Parsons – każda z nich osiągała moc 1500 KM. Początkowo jednostki wyposażone były w dwa kotły parowe typu Thornycroft-Shultz, później wymieniono je na kotły typu Yarrow, oba typy o ciśnieniu roboczym 18 kg/cm². Okręt napędzały dwie śruby. Maksymalna prędkość jaką mógł osiągnąć wynosiła 17 węzłów, ekonomiczną prędkością było 12 węzłów. Przy prędkości maksymalnej kanonierka mogła przebyć 2822 mile morskie.

### Uzbrojenie
Główną artylerię pokładową na kanonierkach stanowiły 4 działa kalibru 120 mm modelu Ansaldo 1926 sprzężone po dwa w dwóch wieżach, oraz 3 działa kalibru 76 mm (najprawdopodobniej Ansaldo 1917) wyprodukowane przez Odero-Terni w La Spezia. Obronę przeciwlotniczą zapewniały dwa działa kalibru 40 mm L/39 wyprodukowane na licencji Vickersa. Jednostki posiadały jeden tor minowy, standardowo uzbrojone były w sześć min morskich typu Vickers „H” MK II. W czasie wojny o Chaco zamontowano dodatkowo sześć ciężkich karabinów maszynowych. W późniejszym okresie kanonierki były poddawane indywidualnym modyfikacjom uzbrojenia.
| Kaliber                         | 120 mm           | 76 mm           | 40 mm             |
| ------------------------------- | ---------------- | --------------- | ----------------- |
| Wychył w płaszczyźnie pionowej  | -5°/+45°         | -5°/+85°        | -5°/+80°          |
| Donośność w poziomie            | 20900 m          | 15000 m         | 7160 m            |
| Donośność do celów powietrznych | –                | 9400 m          | 4425 m            |
| Szybkostrzelność                | 3,75 strz./min   | 10 strz./min    | 200 strz./min     |
| Prędkość początkowa pocisku     | 800 m/s          | 900 m/s         | 610 m/s           |
| Masa naboju (pocisku)           | 45 kg (23,15 kg) | 9,5 kg (3,5 kg) | 1,315 kg (0,9 kg) |
| Zapas amunicji (maksymalny)     | 200 (1000)       | 200 (1200)      | 1000 (6000)       |

### Załoga
Przydział załogi w czasie wojny na kanonierkę to 15 oficerów, 18 podoficerów i 209 marynarzy. W czasie pokoju liczba podoficerów i marynarzy była redukowana do odpowiednio 12 i 124. Okręt mógł przewozić dodatkowo 900 wyposażonych żołnierzy, bądź 1200 osób bez ciężkiego wyposażenia. Według stanu na 2010 rok kanonierki posiadały szkieletową załogę, na którą składało się 96 ludzi.

### Oznaczenia
Ponieważ konstrukcyjnie „Humaitá” i „Paraguay” były identyczne, aby rozróżnić kanonierki posłużono się pasami na kominie. „Paraguay”, jako okręt flagowy, dostał dwa pasy, zaś „Huamitá” otrzymała jeden pas. Na burtach jednostek wymalowano dodatkowo numer rozpoznawczy: „C1” na „Paraguayu” i „C2” na „Humaicie”.

## Służba

### Początek
Banderę na jednostkach podniesiono 21 stycznia 1931 roku, zaś 23 dni później okręty wyruszyły w rejs do ojczyzny z mieszaną, paragwajsko–włoską załogą. Do Asunción dotarły 5 maja, zaś 13 maja oficjalnie weszły w skład Armada Paraguaya, na podstawie dekretu No 40.178. Kanonierki zostały włączone 20 maja 1931 roku do Flotilla de Guerra. Przed wybuchem wojny zdążyły odbyć (osobno) jedynie jeden rejs. W jego trakcie „Paraguay” wszedł na mieliznę, z której zszedł bez uszkodzeń po 28 dniach. W chwili wybuchu wojny „Humaitá” i „Paraguay” były więc prawie nieużywane, stanowiły nowoczesny trzon paragwajskiej marynarki wojennej.

### Wojna o Chaco
Głównym zadaniem kanonierek podczas wojny był transport wojska. Okręty wypływały z Asunción załadowane żołnierzami i sprzętem do Puerto Casado, stąd posiłki trafiały na front ciężarówkami, bądź kontynuowały podróż rzeką do Bahía Negra. W drogę powrotną zabierano rannych i jeńców boliwijskich. Według Ehlersa, w czasie działań wojennych zarówno „Humaitá” jak i „Paraguay” odbyły po 84 rejsy (jeden rejs to droga w obie strony) po rzece Paragwaj, przewożąc łącznie około 267 000 ludzi (czyli około 795 osób na pojedynczy kurs w jedną stronę), Farina podaje natomiast, że „Humaitá” w czasie swych 84 rejsów przewiozła 62 546 żołnierzy, zaś „Paraguay” wykonał o 3 rejsy mniej i przetransportował do Puerto Casada łącznie 51 867 personelu wojskowego . Kanonierki stanowiły również osłonę przeciwlotniczą dla nieuzbrojonych jednostek, a w przerwach między konwojami działały jako baterie przeciwlotnicze w Asunción i Puerto Casado. Jedyną akcją bojową bliźniaczych okrętów było starcie „Humaity” z dwoma boliwijskimi samolotami Curtiss P-6 Hawk lub Vickers Vespa 22 grudnia 1932 roku, które zakończyło się odwrotem atakujących pilotów. Pod koniec 1934 roku rozpoczęto demontaż działa 120 mm z „Humaity”, było ono bowiem potrzebne paragwajskim wojskom oblegającym Villa Montes, jednak w związku ze zmianą sytuacji na froncie akcja została przerwana .

### Rebelie w czasie pokoju

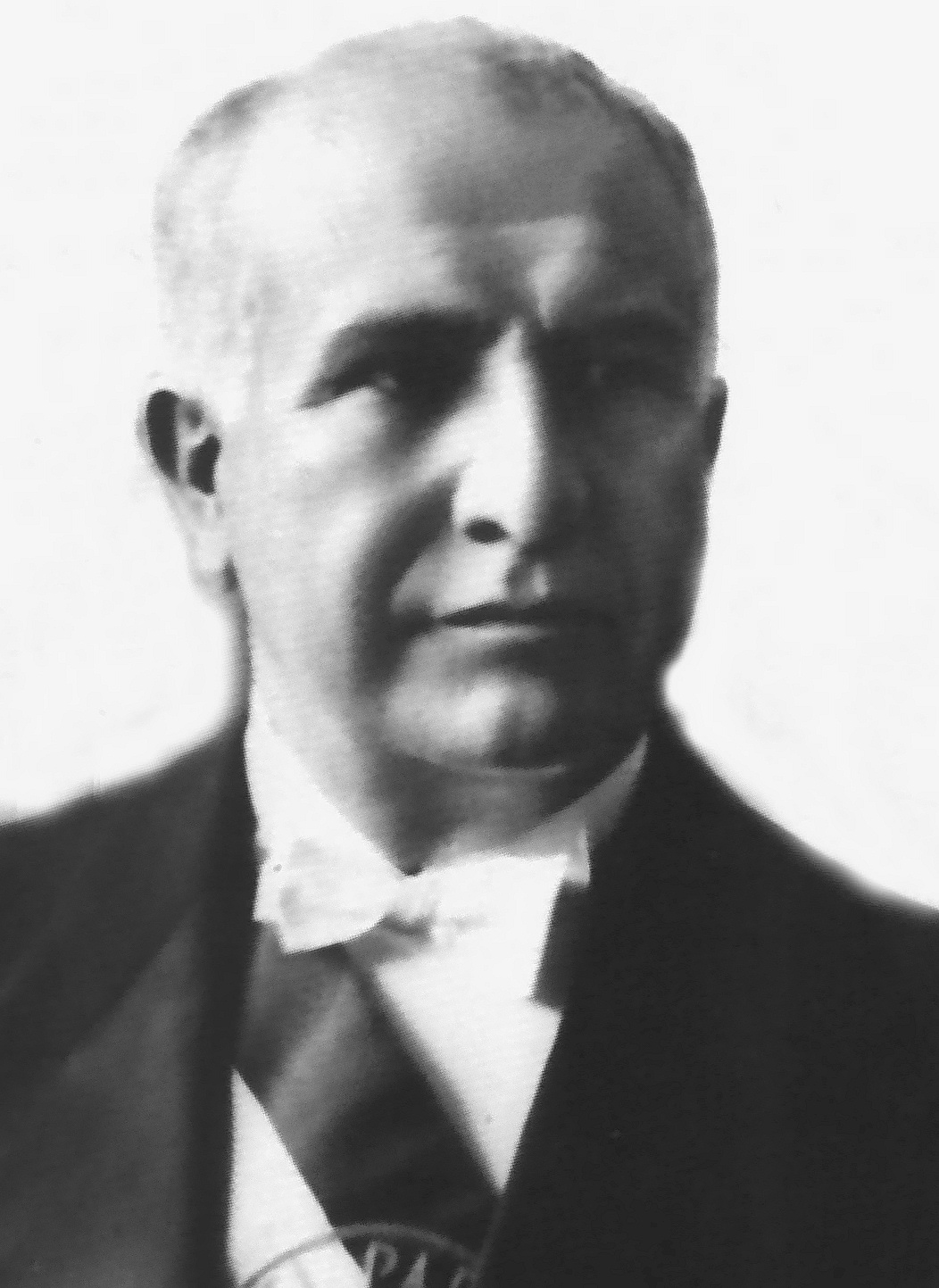
Eusebio Ayala

Pierwszą rebelią, w której udział brały kanonierki typu Humaitá był zamach stanu pułkownika Rafaela Franco z 17 lutego 1936 roku. Prezydent Eusebio Ayala schronił się na pokładzie „Paraguayu”. Początkowo marynarka wojenna wsparła siły lojalne prezydentowi, gdy jednak sytuacja obróciła się na jego niekorzyść najwyżsi dowódcy ogłosili Ayalę swoim więźniem.
Kanonierki przeszły remont w Buenos Aires w 1937 roku, kolejny – połączony z manewrami – w roku 1941. W czasie II wojny światowej, z powodu deficytu paliwa, okręty nie podejmowały większych aktywności. Stacjonowały w bazie Sajonia i opuszczały ją jedynie podczas tygodnia floty.
W 1947 roku kanonierki przechodziły trzeci remont w Buenos Aires. W tym czasie (7 marca) doszło w Paragwaju do kolejnego zamachu stanu. Bunt przeniósł się również na pokład stacjonujących w Argentynie jednostek – 7 maja zwolennicy Febraristas aresztowali wiernych rządowi członków załogi. Ponieważ jednostki wyruszyły na remont bez środków bojowych, udały się do Urugwaju, gdzie otrzymały skromne uzbrojenie. Okręty rozpoczęły żeglugę do Paragwaju rzeką Parana 5 lipca, by po pięciu dniach przekroczyć granice paragwajską w Paso de Patria. Podpułkownik Alfredo Stroessner wysłał samolot, który zaatakował „Humaitę” 11 lipca. Dzień później osiadła ona na mieliźnie w pobliżu argentyńskiego miasta Ituzaingó, gdzie wraz z drugą kanonierką były atakowane przez rządowe lotnictwo. Wierne rządowi okręty „Capitán Cabral” i „Mariscal Estigarribia” oraz statki parowe „Helen Gunther” i „Tirador” przybyły w miejsce unieruchomienia kanonierek 15 lipca. Trzy dni później rozpoczęto ostrzał „Humaity” z lądu, nie przerwano też ataków z powietrza, zaś 24 i 25 lipca zaatakowano okopane załogi kanonierek z lądu i z wody. Wzrost poziomu wody na rzece pozwolił kanonierkom na próbę ucieczki z zasadzki, ta została jednak udaremniona przez wojska Stroessnera. Kanonierki znalazły schronienie w argentyńskim Itá Ibaté, gdzie zostały internowane do czasu zakończenia walk.
„Humaitá” przeszła generalny remont w Buenos Aires w roku 1954, rok później udał się tam „Paraguay”. We wrześniu 1955 roku miał w Argentynie miejsce wojskowy zamach stanu, w wyniku którego obalony został Juan Perón. To właśnie na paragwajskiej kanonierce Perón znalazł schronienie przed rebeliantami, do czasu gdy 2 października został przerzucony samolotem do Asunción.
W kolejnych latach kanonierki remontowano już w Brazylii. „Humaitá” przechodziła odnowę w Ladário między wrześniem 1965 a lipcem 1966 roku, „Paraguay” przeszedł zaś modernizację w Rio de Janeiro w 1968 roku. Okręt, na którym zamontowano radar i dodatkową artylerię przeciwlotniczą uległ w tym samym roku pożarowi dziobowego kotła. Z uwagi na uszkodzenia jednostka została skierowana do funkcji reprezentacyjnych i szkoleniowych w 1972 roku. Miejscem cyklicznych remontów kanonierek stał się od tej pory Arsenał Morski w Asunción. Tam w 1974 roku „Humaitá” przeszła przezbrojenie, między innymi zastąpiono przeciwlotnicze działa kalibru 40 mm działami Oerlikon 20 mm. Dekretem No 04/983 „Humaitá” dołączyła do „Paraguayu”, jako stacjonarna jednostka poza czynną służbą.
Ostatni raz „Humaitá” wzięła udział w zamachu stanu 2/3 lutego 1989 roku. Wraz z innymi jednostkami ostrzelała ona pałac rządowy, budynek kongresu i fortyfikacje, co przechyliło szalę zwycięstwa na korzyść buntowników.
Po 70 latach od wodowania „Humaitá” została przekształcona w okręt muzeum. Otwarcie dla zwiedzających miało miejsce 6 września 2000 roku, w pobliżu pałacu prezydenckiego w Asunción. Po kilku latach została ponownie przeholowana do bazy Sajonia.